# ساتیکولوو
ساتیکولوو (به لاتین: Saitkulovo) یک منطقهٔ مسکونی در روسیه است که در باشقیرستان واقع شده‌است.